# Skorpions Varese 2003
Questa voce raccoglie le informazioni riguardanti gli Skorpions Varese nelle competizioni ufficiali della stagione 2003.

## Roster
| Roster degli Skorpions Varese (2003) |
| --- |
| Quarterback - 12 Paolo Zanella - 14 Claudio Corazzari QB/K Running Back - 4 Paolo Ambrosetti - 22 Christian Bianchi - 34 Gianluca Orrigoni - -- ? Todisco Wide Receiver - 88 Andrea Crugnola - -- Attilio Castiglioni WR/LB Offensive Linemen - 3 Antonio Cerrone OL/RB - 69 Claudio Scola OL/DL/LS - 71 Defensive Linemen Linebacker - 55 Defensive Back Special Team |

## Campionato Nine League NFLI 2003

### Regular season
| Torino 1º marzo 2003, ore week 1                                                                       | Warriors Torino | 6 – 7 0-7 0-0 0-0 6-0                        | Skorpions Varese | Campo Ardor |
| \| \| \| \| \| Tozzini Q4 (TD) 1yd run \| Marcatori \| Castiglioni Q1 (TD) 4yd run Zanella Q1 (pat) \| |                 |                                              |                  |             |
| |                 |                                              |                  |             |
| Tozzini Q4 (TD) 1yd run                                                                                | Marcatori       | Castiglioni Q1 (TD) 4yd run Zanella Q1 (pat) |                  |             |

| Varese 9 marzo 2003, ore week 2 | Skorpions Varese | 26 – 19 13-6 6-6 0-0 7-7 | Bengals Brescia | Campo Varese Giovanile, via Majano |
| \| \| \| \| \| Crugnola Q1 (TD) 20yd pass da Zanella Castiglioni Q1 (TD) 22yd pass da Zanella Corazzari Q1 (pat) Ambrosetti Q2 (TD) 25yd run Castiglioni Q4 (TD) 11yd pass da Zanella Zanella Q4 (pat) \| Marcatori \| Podavitte Q1 (TD) 69yd kickoff return Prandelli Q2 (TD) 1yd pass da Orfeo Prandelli Q4 (TD) 1yd pass da Orfeo Brignoli Q4 (pat) \| |                  | |                 |                                    |
| |                  | |                 |                                    |
| Crugnola Q1 (TD) 20yd pass da Zanella Castiglioni Q1 (TD) 22yd pass da Zanella Corazzari Q1 (pat) Ambrosetti Q2 (TD) 25yd run Castiglioni Q4 (TD) 11yd pass da Zanella Zanella Q4 (pat) | Marcatori        | Podavitte Q1 (TD) 69yd kickoff return Prandelli Q2 (TD) 1yd pass da Orfeo Prandelli Q4 (TD) 1yd pass da Orfeo Brignoli Q4 (pat) |                 |                                    |

| Roma 22 marzo 2003, ore week 3 | Barbari Roma | 14 – 6 0-0 0-0 0-0 14-6                | Skorpions Varese | Campo Vis Aurelia |
| \| \| \| \| \| Cristofori Q4 (TD) 2yd run Andrioli Q4 (pat) Lauretti Q4 (TD) 19yd run Andrioli Q4 (pat) \| Marcatori \| Corazzari Q4 (TD) 28yd pass da Zanella \| |              |                                        |                  |                   |
| |              |                                        |                  |                   |
| Cristofori Q4 (TD) 2yd run Andrioli Q4 (pat) Lauretti Q4 (TD) 19yd run Andrioli Q4 (pat)                                                                          | Marcatori    | Corazzari Q4 (TD) 28yd pass da Zanella |                  |                   |

| Varese 6 aprile 2003, ore week 4 | Skorpions Varese | 0 – 42 | Guelfi Firenze | Campo Varese Giovanile, via Majano |

| Varese 4 maggio 2003, ore week 5 | Skorpions Varese | 40 – 6 20-0 0-0 13-0 6-6               | Redskins Verona | Campo Varese Giovanile, via Majano |
| \| \| \| \| \| Ambrosetti Q1 (TD) 29yd run Todisco Q1 (TD) 3yd run Corazzari Q1 (pat) Bianchi Q1 (TD) 15yd run Corazzari Q1 (pat) Ambrosetti Q3 (TD) 51yd run Bianchi Q3 (tpc) rush Castiglioni Q3 (TD) 1yd pass da Corazzari Bianchi Q4 (TD) 16yd run \| Marcatori \| Pasquini Q4 (TD) 30yd pass da Nicodemo \| |                  |                                        |                 |                                    |
| |                  |                                        |                 |                                    |
| Ambrosetti Q1 (TD) 29yd run Todisco Q1 (TD) 3yd run Corazzari Q1 (pat) Bianchi Q1 (TD) 15yd run Corazzari Q1 (pat) Ambrosetti Q3 (TD) 51yd run Bianchi Q3 (tpc) rush Castiglioni Q3 (TD) 1yd pass da Corazzari Bianchi Q4 (TD) 16yd run                                                                          | Marcatori        | Pasquini Q4 (TD) 30yd pass da Nicodemo |                 |                                    |

| Varese 18 maggio 2003, ore week 6 | Skorpions Varese | 21 – 8 7-0 0-8 7-0 6-0                 | Gargoyles Perugia | Campo Varese Giovanile, via Majano |
| \| \| \| \| \| Bianchi Q1 (TD) 1yd run Cerrone Q1 (pat) Scola Q3 (TD) 22yd pass da Corazzari Orrigoni Q3 (tpc) rush Orrigoni Q4 (TD) 82yd run \| Marcatori \| Cocchi Q2 (TD) 62yd run Molea Q2 (tpc) \| |                  |                                        |                   |                                    |
| |                  |                                        |                   |                                    |
| Bianchi Q1 (TD) 1yd run Cerrone Q1 (pat) Scola Q3 (TD) 22yd pass da Corazzari Orrigoni Q3 (tpc) rush Orrigoni Q4 (TD) 82yd run                                                                          | Marcatori        | Cocchi Q2 (TD) 62yd run Molea Q2 (tpc) |                   |                                    |

| Quartucciu 24 maggio 2003, ore week 7 | Crusaders Cagliari | 25 – 22 8-6 8-0 6-7 3-9 | Skorpions Varese | Campo Le Serre |
| \| \| \| \| \| Fois Q1 (TD) 7yd run Fois Q1 (tpc) rush team Q2 (saf) Marongiu Q2 (TD) 73yd run Palmas Q3 (TD) 78yd run Concu Q4 (FG) 18yd field goal \| Marcatori \| Orrigoni Q1 (TD) 85yd kickoff return Castiglioni Q3 (TD) 9yd pass da Zanella Zanella Q3 (pat) team Q4 (saf) Crugnola Q4 (TD) 41yd pass da Zanella Zanella Q4 (pat) \| |                    | |                  |                |
| |                    | |                  |                |
| Fois Q1 (TD) 7yd run Fois Q1 (tpc) rush team Q2 (saf) Marongiu Q2 (TD) 73yd run Palmas Q3 (TD) 78yd run Concu Q4 (FG) 18yd field goal | Marcatori          | Orrigoni Q1 (TD) 85yd kickoff return Castiglioni Q3 (TD) 9yd pass da Zanella Zanella Q3 (pat) team Q4 (saf) Crugnola Q4 (TD) 41yd pass da Zanella Zanella Q4 (pat) |                  |                |

## Statistiche di squadra
| Competizione | %Vittorie | In casa | In casa | In casa | In casa | In casa | In casa | In trasferta | In trasferta | In trasferta | In trasferta | In trasferta | In trasferta | Totale | Totale | Totale | Totale | Totale | Totale |
| Competizione | %Vittorie | G       | V       | N       | P       | Pf      | Ps      | G            | V            | N            | P            | Pf           | Ps           | G      | V      | N      | P      | Pf     | Ps     |
| ------------ | --------- | ------- | ------- | ------- | ------- | ------- | ------- | ------------ | ------------ | ------------ | ------------ | ------------ | ------------ | ------ | ------ | ------ | ------ | ------ | ------ |
| Campionato   | .571      | 4       | 3       | 0       | 1       | 87      | 75      | 4            | 4            | 0            | 2            | 35           | 45           | 7      | 4      | 0      | 3      | 122    | 120    |
| Totale       | .571      | 4       | 3       | 0       | 1       | 87      | 75      | 3            | 1            | 0            | 2            | 35           | 45           | 7      | 4      | 0      | 3      | 122    | 120    |